# Young Americans
Young Americans es el noveno álbum del artista británico David Bowie, publicado en 1975 por RCA Records. Es uno de los discos más exitosos y emblemáticos de su carrera. El álbum marcó un alejamiento del estilo glam rock de los álbumes anteriores de Bowie, demostrando su interés en el soul y la música de R&B. Bowie llamaría al sonido del álbum "Plastic Soul", describiéndolo como "los restos aplastados de música étnica que sobreviven en la era de la Muzak rock, escritos y cantados por un británico blanco". 
Las primeras sesiones de grabación tuvieron lugar en Filadelfia con el productor Tony Visconti y una variedad de músicos, incluido el guitarrista Carlos Alomar, quien se convirtió en uno de los colaboradores más frecuentes de Bowie, e incluyendo entre sus coristas a un jovencísimo Luther Vandross. Bowie se inspiró en el sonido de "salas de baile locales", que sonaban con "lujosas cuerdas, un hi-hat deslizante y ritmos de R&B ostentosos del Philadelphia Soul". Las sesiones posteriores tuvieron lugar en la ciudad de Nueva York, incluidas las contribuciones de John Lennon.
Aunque Bowie fue uno de los primeros músicos de pop ingleses de la época en participar abiertamente con estilos musicales negros, el álbum tuvo mucho éxito en los Estados Unidos; el álbum en sí alcanzó el Top 10 en las listas de Billboard, con la canción "Fame" llegando al número uno el mismo año en que se lanzó el álbum. En general fue bien recibido por los críticos.

## Antecedentes y grabación
Comenzando el 11 de agosto de 1974, durante los descansos del Diamond Dogs Tour, Young Americans fue grabado por Tony Visconti principalmente en Sigma Sound Studios en Filadelfia. Se acordó desde el principio grabar la mayor cantidad posible del álbum en vivo, con la banda completa tocando en conjunto, incluida la voz de Bowie, como una sola toma continua para cada canción. Según Visconti, el álbum contiene "alrededor del 85% de David Bowie 'en vivo'".

Con el fin de crear un sonido más auténticamente conmovedor, Bowie trajo músicos del funk y la comunidad soul, incluyendo a Luther Vandross y Andy Newmark, baterista de Sly and the Family Stone. También fue la primera vez que Bowie trabajó con Carlos Alomar, lo que lleva a una relación de trabajo que abarca más de 30 años. Alomar, que no había oído hablar de Bowie antes de ser llamado para ayudar con el álbum, recordó que Bowie era "el hombre más blanco que he visto, blanco translúcido" cuando se conocieron. Alomar dijo sobre cómo se armó el álbum:
David siempre hace la música primero. Él escucha por un tiempo y luego, si tiene una pequeña idea, la sesión se detiene, escribe algo y nosotros continuamos. Pero más adelante, cuando la música está establecida, se irá a casa y al día siguiente se escribirán las letras. Terminaba las sesiones y era enviado a casa, nunca escuché las letras y overdubs hasta que se publicó el disco. 
La canción "Young Americans", que según Bowie trata sobre "la difícil situación de dos recién casados", tardó dos días en grabarse. David Sanborn, en ese momento un músico de sesión, toca el saxofón. 
Las sesiones en Sigma Sound duraron hasta noviembre de 1974. La grabación había atraído la atención de los fanáticos locales que comenzaron a esperar afuera del estudio durante el lapso de las sesiones. Bowie estableció una relación con estos fanáticos, a los que se refirió como "Sigma Kids". El último día de grabación, los 'Sigma Kids' fueron invitados al estudio para escuchar versiones aproximadas de las nuevas canciones. 
"Fascination" y "Win" se grabaron en Record Plant en la ciudad de Nueva York en diciembre de 1974.
"Across the Universe" y "Fame" se grabaron en Electric Lady Studios, en enero de 1975 en Nueva York, con contribuciones de John Lennon. Reemplazaron las canciones previamente grabadas "Who Can I Be Now?" y "It's Gonna Be Me" en el disco, aunque estas canciones luego se lanzaron como pistas adicionales en las re-.ediciones del álbum. El riff de guitarra para "Fame", creado por Alomar, se basó en un arreglo que hizo para la canción "Foot Stompin'" de la banda doo-wop, The Flairs.
Bowie consideró varios títulos diferentes para el álbum, incluyendo Somebody Up There Likes Me, One Damned Song, The Gouster y Fascination.

## Arte de tapa
Para la portada del álbum, Bowie inicialmente quería encargar a Norman Rockwell que creara una pintura, pero se retractó de la oferta cuando escuchó que Rockwell necesitaría al menos seis meses para hacer el trabajo. La foto de portada del álbum finalmente fue tomada en Los Ángeles el 30 de agosto de 1974, por Eric Stephen Jacobs. La aparente inspiración de Bowie para la fotografía de portada provino de una copia de la revista After Dark que presentó otra de las fotografías de Jacobs del entonces coreógrafo de Bowie, Toni Basil. La tapa en sí, así como el tipo de cubierta, fue diseñada en Nueva York en RCA por Craig DeCamps. 

## Recepción y crítica
En una reseña contemporánea para Village Voice, Robert Christgau, describió el disco como "un fracaso casi total" y dijo "aunque la amalgama de rock y el Philly soul es tan fino que es interesante, sobrepasa la voz de David, que es aún más delgada". Sin embargo, agradeció la renovada "generosidad de espíritu para arriesgarse al fracaso" de Bowie después de Diamond Dogs y David Live, que Christgau había encontrado decepcionantes. Jon Landau de Rolling Stone elogió la canción que da título al álbum y pensó que "el resto del álbum funciona mejor cuando Bowie combina su renovado interés en el soul con su conocimiento del pop inglés, en lugar de optar por uno u otro".
En una reseña retrospectiva, el crítico principal de AllMusic, Stephen Thomas Erlewine, escribió que Young Americans es "más disfrutable como una aventura estilística que como un disco sustantivo". Douglas Wolk de Pitchfork, lo consideró como "un disco claramente transitorio", afirmando: " No tiene el alcance teatral enloquecido de Diamond Dogs o la audacia formal de Station to Station; a veces, se presenta como un artista que se esfuerza por demostrar cuán impredecible es". Sin embargo, Wolk también elogió el hecho de que "si bien ya había habido un puñado de éxitos disco en las listas pop, ningún otro músico de rock establecido había tratado de hacer algo similar". Escribiendo para The Mail on Sunday, Dylan Jones lo llamó "una pieza de soul sofisticado y desgarrador que podría ser el mejor disco de seducción jamás creado". 
En 2013, NME clasificó el álbum en el N°175 en su lista de los 500 mejores álbumes de todos los tiempos. El álbum también se incluyó en el libro 1001 Albums You Must Hear Before You Die. 

## Reediciones
El álbum fue lanzado por primera vez en CD por RCA en 1984, y luego por Rykodisc/EMI en 1991, con tres pistas adicionales. Una reedición de EMI en 1999 presentó un sonido remasterizado digitalmente de 24 bits y sin pistas adicionales. La reedición de 2007, comercializada como una "Edición especial", incluyó un DVD que lo acompaña, que contiene mezclas de sonido envolvente 5.1 del álbum y secuencias de video del programa de televisión Dick Cavett. En 2016, el álbum fue remasterizado para la caja recopilatoria Who Can I Be Now? (1974-1976). Fue lanzado en CD, vinilo y formatos digitales, ambos como parte de esta compilación y por separado.
Las reediciones de 1991 y 2007 presentaron, como pistas adicionales, "Who Can I Be Now?", "John, I'm Only Dancing (Again)" y "It's Gonna Be Me"; este último fue lanzado en una versión alternativa con cuerdas en la edición de 2007.
La reedición de 1991 reemplazó las versiones originales de "Win", "Fascination" y "Right" con mezclas alternativas, pero más tarde las reediciones restauraron las mezclas originales. Otra canción descartada, "After Today", apareció en la caja recopilatoria de 1989, Sound + Vision, al igual que la mezcla alternativa de "Fascination".

## Canciones
Todos los temas fueron compuestos por David Bowie, excepto donde se menciona.
Lado A
| N.º | Título                                 | Duración |  |
| 1.  | «Young Americans»                      | 5:10     |  |
| 2.  | «Win»                                  | 4:44     |  |
| 3.  | «Fascination» (Bowie, Luther Vandross) | 5:43     |  |
| 4.  | «Right»                                | 4:13     |  |

Lado B
| N.º | Título                                              | Duración |  |
| 5.  | «Somebody Up There Likes Me»                        | 6:10     |  |
| 6.  | «Across the Universe» (John Lennon, Paul McCartney) | 4:30     |  |
| 7.  | «Can You Hear Me?»                                  | 5:04     |  |
| 8.  | «Fame» (Bowie, John Lennon, Carlos Alomar)          | 4:12     |  |

### Ediciones en disco compacto (CD)

#### Temas extras de 1991
1. "Who Can I Be Now?" – 4:35
2. "It's Gonna Be Me" – 6:29
3. "John, I'm Only Dancing (Again)" – 6:58

#### Edición coleccionista de 2007
1. "John, I’m Only Dancing (Again)"
2. "Who Can I Be Now?"
3. "It's Gonna Be Me" (versión alternativa con cuerdas)
4. "1984" (en vivo en The Dick Cavett Show, solo en el DVD)
5. "Young Americans" (en vivo en The Dick Cavett Show, solo en el DVD)
6. "Dick Cavett entrevista a David Bowie" (solo en el DVD)

## Personal

### Músicos
- David Bowie – voz, coros, guitarra y piano.
- Carlos Alomar – guitarra
- Mike Garson – piano
- David Sanborn – saxofón
- Willie Weeks – bajo excepto en "Across the Universe" y "Fame".
- Andy Newmark – batería excepto en "Across the Universe" y "Fame".

### Músicos adicionales
- Larry Washington – conga
- Pablo Rosario – percusiones
- Ava Cherry, Robin Clark y Luther Vandross – coros
- John Lennon – voz y guitarra en "Across the Universe" y "Fame".
- Earl Slick – guitarra en "Across the Universe" y "Fame".
- Emir Kassan – bajo en "Across the Universe" y "Fame".
- Dennis Davis – batería en "Across the Universe" y "Fame".
- Ralph MacDonald – percusión en "Across the Universe" y "Fame".
- Pablo Rosario – percusión en "Across the Universe" y "Fame".
- Jean Fineberg – coros en "Across the Universe" y "Fame".
- Jean Millington – coros en "Across the Universe" y "Fame".

## Posiciones
Álbum
| Año  | Listas                        | Posición |
| ---- | ----------------------------- | -------- |
| 1975 | Australia                     | 9        |
| 1975 | Reino Unido                   | 2        |
| 1975 | Reino Unido (Melody Maker)    | 1        |
| 1975 | Estados Unidos (Billboard)    | 9        |
| 1975 | Estados Unidos (Record World) | 4        |
| 1975 | Nueva Zelanda                 | 3        |
| 1975 | Suecia                        | 5        |
| 1975 | Finlandia                     | 8        |
| 1975 | Francia                       | 12       |
| 1975 | Noruega                       | 13       |

Sencillos
| Año  | Sencillo          | Lista                       | Posición |
| ---- | ----------------- | --------------------------- | -------- |
| 1975 | "Fame"            | Billboard Black Singles     | 21       |
| 1975 | "Fame"            | Billboard Club Play Singles | 2        |
| 1975 | "Fame"            | Billboard Pop Singles       | 1        |
| 1975 | "Fame"            | Reino Unido                 | 17       |
| 1975 | "Fame"            | Noruega                     | 9        |
| 1975 | "Fame"            | Holanda                     | 4        |
| 1975 | "Young Americans" | Reino Unido                 | 18       |
| 1975 | "Young Americans" | Billboard Pop Singles       | 28       |
| 1975 | "Young Americans" | Nueva Zelanda               | 1        |

## Premios
| Organización | Certificado                               | Fecha              |
| ------------ | ----------------------------------------- | ------------------ |
| RIAA – USA   | Oro (500 000 copias vendidas solo en EUA) | 2 de julio de 1975 |